# 購物袋
購物袋可能指 :
- 塑膠購物袋 : 利用環保塑膠(廢塑膠)所製成的購物袋。常見的有聚乙烯和聚丙烯。
- 環保購物袋 : 利用各式材質所製成的購物袋，比起塑膠購物袋更耐用堅固，如麻布、藤、紙、碳纖維、尼龍等等。
雖然名稱為環保購物袋，但是材質並不一定能夠回收。

|  | 这是一个同类索引条目，列出擁有相同或近似名稱的同類型項目。 若您循內部連結來到此頁面，請考慮修正該，將其指向正確的條目。 |